# La Samaritaine

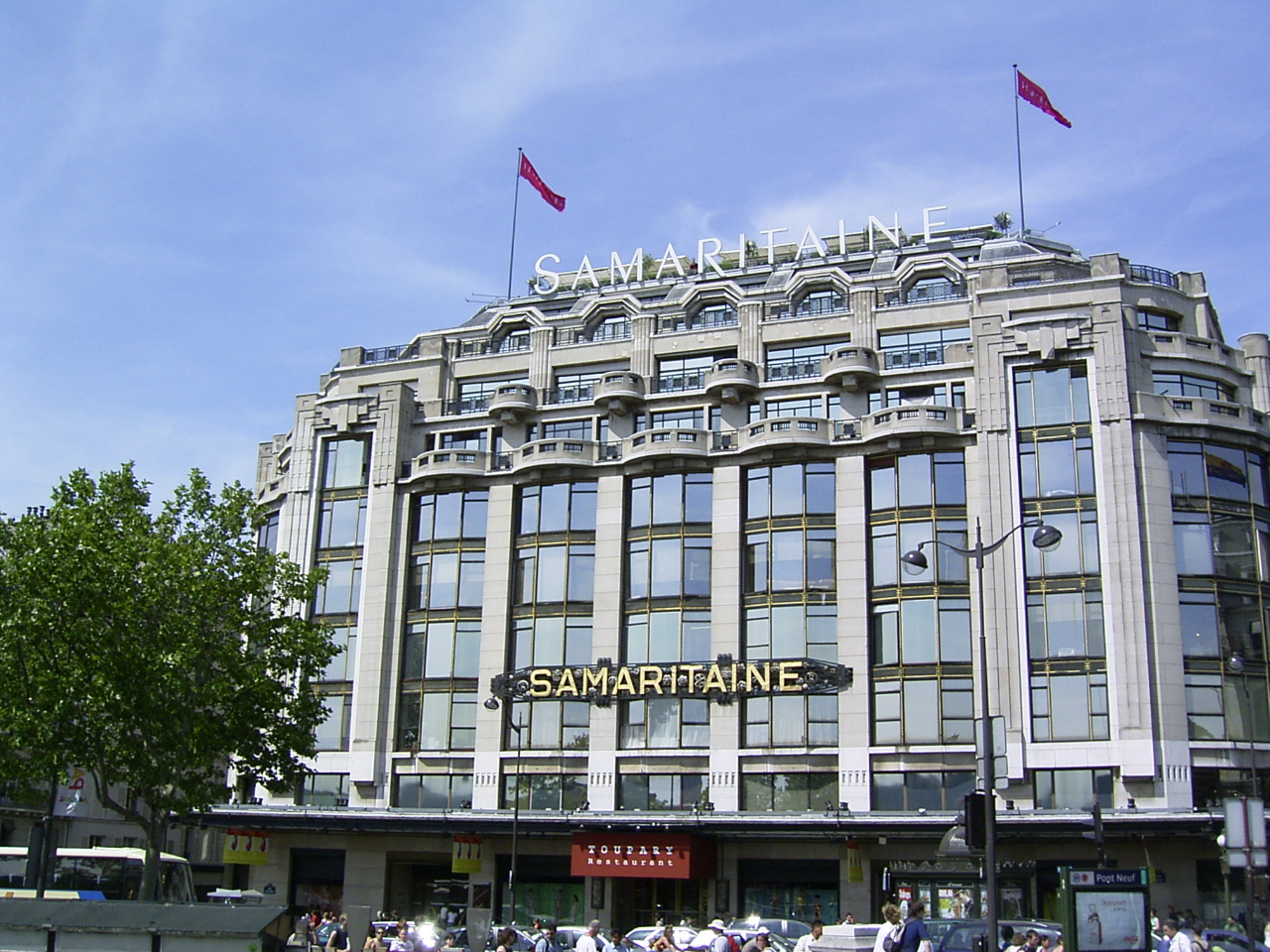
La Samaritaine.

La Samaritaine es un gran almacén situado en París, entre la rue de Rivoli y el río Sena, a la altura del Puente Nuevo, en el I Distrito de París.
Está catalogado como monumento histórico desde 1990. Abierto en 1870, fue cerrado en 2005 para realizar unas obras que pretendían mejorar la seguridad del edificio de cara a una reapertura posterior.
La reapertura de La Samaritaine (reducida a 10.000 m² frente a los 30.000 m² que tenía antes de 2005), inicialmente prevista para 2011, se retrasó 10 años en razón de múltiples inconvenientes (entre ellos, las protestas de los defensores del patrimonio, opuestos al derribo de la antigua fachada sobre la rue de Rivoli, y la pandemia originada por el COVID-19) y finalmente tuvo lugar el 23 de junio de 2021.
Sus edificios, de estilo art nouveau y art decó, son obra de los arquitectos Frantz Jourdain y Henri Sauvage. La tienda principal está catalogada como monumento histórico.
Su lema publicitario tradicional : "On trouve tout à la Samaritaine" (En la Samaritaine se encuentra de todo") gozó de gran popularidad. 

## Historia[2]
En 1869, Ernest Cognacq y su esposa Marie-Louise Jaÿ decidieron poner en marcha una tienda inspirándose en las técnicas de Le Bon Marché (otro famoso gran almacén). El negocio se abrió inicialmente en la rue de la Monnaie y no tardó en prosperar ampliándose a los edificios contiguos en un largo proceso que duró hasta 1933 y en el que participaron principalmente dos arquitectos Frantz Jourdain y Henri Sauvage mezclando Art Nouveau con art déco. Cerrada la ampliación el gran almacén alcanzó los 10 pisos y una superficie de 48 000 m².
En la década de los 90 el negocio se volvió deficitario y su extensión se vio reducida. En 2001 fue adquirido por el grupo LVMH, que poco antes también se había hecho con Bon Marché. El 15 de junio de 2005 el gran almacén fue cerrado. La razón oficial fue la necesidad de adecuar el edificio a la normativa vigente en materia de seguridad. En junio de 2008, casi tres años después del cierre, LVMH hizo público un proyecto que pretendía la remodelación del edificio creando un hotel, comercios, oficinas y locales sociales. El proyecto chocó, sin embargo, tanto con los propietarios históricos del gran almacén, que aún conservan el 40,6 % del capital de la empresa, como con el Ayuntamiento de París, que vio con malos ojos la posible transformación de un edificio catalogado como monumento histórico.
Finalmente, La Samaritaine reabre el 23 de junio de 2021.

## Origen del nombre
El origen del nombre del gran almacén está en una bomba de agua construida por Enrique III y restaurada en el siglo XVIII situada en el Puente Nuevo. Esta bomba hidráulica estaba decorada con una representación del episodio del encuentro entre Jesús y la samaritana del pozo de Jacob (recogido en el Evangelio de Juan).